# Київка
Ки́ївка — село в Україні, у Долматівській сільській громаді Скадовського району Херсонської області. Населення становить 325 осіб. 24 лютого 2022 року село тимчасово окуповане російськими військами під час російсько-української війни.

## Населення
Згідно з переписом УРСР 1989 року чисельність наявного населення села становила 298 осіб, з яких 134 чоловіки та 164 жінки.
За переписом населення України 2001 року в селі мешкало 325 осіб.

### Мовний склад
Рідна мова населення за даними перепису 2001 року:
| Мова       | Чисельність, осіб | Доля     |
| ---------- | ----------------- | -------- |
| Українська | 295               | 90,77 %  |
| Російська  | 21                | 6,46 %   |
| Інше       | 9                 | 2,77 %   |
| Разом      | 325               | 100,00 % |